# Ronald Pickvance
Ronald Pickvance (geboren am 15. August 1930 in Bolton; gestorben am 21. März 2017 in Cheltenham) war ein britischer Kunsthistoriker. Sein Spezialgebiet war die französische Kunst des ausgehenden 19. Jahrhunderts.

## Leben
Pickvance studierte bis 1953 Kunstgeschichte an der University of Cambridge und wechselte anschließend für zwei Jahre an das Courtauld Institute of Art in London. Von 1957 bis 1965 hielt er Vorlesungen für das Arts Council of Great Britain und wirkte als Kurator für die Kunstsammlungen der Universität London. Ab 1966 unterrichtete er Kunstgeschichte an der University of Nottingham und wechselte 1976 an die University of Glasgow, wo er von 1977 bis 1984 als Professor den Lehrstuhl Richmond Chair of Fine Arts innehatte. Pickvance kuratierte mehrere Ausstellungen zu Künstlern des Impressionismus und Post-Impressionismus und veröffentlichte Bücher zu diesen Themen.

## Werke (Auswahl)
- The drawings of Gauguin, Hamlyn, London 1970, ISBN 0-600-02555-1.
- English Influences on Vincent van Gogh, University of Nottingham und the Arts Council of Great Britain, London 1974.
- Van Gogh in Arles, Ausstellungskatalog Metropolitan Museum of Art, New York 1984, ISBN 0-87099-376-3.
- Van Gogh in Saint-Rémy and Auvers, Ausstellungskatalog Metropolitan Museum of Art, New York 1986, ISBN 0-87099-475-1.
- Degas sculptor, Ausstellungskatalog Van Gogh Museum, Waanders, Zwolle 1991, ISBN 90-6630-330-1.
- Degas, Ausstellungskatalog Fondation Pierre Gianadda, Martigny 1993, ISBN 2-88443-027-X.
- Manet, Ausstellungskatalog Fondation Pierre Gianadda, Martigny 1996, ISBN 2-88443-037-7.
- Gauguin und die Schule von Pont-Aven, Ausstellungskatalog Museum Würth, Thorbecke, Sigmaringen 1997, ISBN 3-7995-3636-1.
- Gauguin, Ausstellungskatalog Fondation Pierre Gianadda, Martigny 1998, ISBN 2-88443-048-2.
- Van Gogh, Ausstellungskatalog Fondation Pierre Gianadda, Martigny 2000, ISBN 2-88443-060-1.